# 鵡川農業協同組合
鵡川農業協同組合（むかわのうぎょうきょうどうくみあい、英称：JA Mukawa ）は北海道むかわ町に本所を置く農業協同組合である。略称はJAむかわ。当農協の地区は むかわ町の内、合併前の旧鵡川町の地域である。

## 概要
1923年（大正12年）、仁立内(にたちない)（現在の二宮地区）に44名の組合員による「有限責任仁立内信用販売購買組合」が設立され、1931年（昭和6年）2月武川村一円を活動区域とする「有限責任鵡川信用販売購買利用組合」が誕生。
1944年（昭和19年）2月鵡川農業会に改組され、1948年（昭和23年）4月20日、鵡川村農業協同組合が誕生。
2006年（平成18年）4月、旧穂別町との合併により「むかわ町」が発足、全町が営業区域でなくなった為、鵡川町農業協同組合から、鵡川農業協同組合へと組合名を変更する。
現在、胆振管内に於いて営業区域が1市町村のみの農協は、当農協のみである。
町の名前にもなってる鵡川沿いにあり、稲作が盛んである。
- 正組合員数　344人
- 准組合員数　986人
- 職員数　92人

## 事務所の一覧
カッコ内は所在地
- 本所（勇払郡むかわ町末広2丁目124）